# World University Boxing Championship 2004
Die 1. World University Boxing Championships (englisch) wurden vom 22. bis zum 27. November im Jahr 2004 in der türkischen Stadt Antalya ausgetragen.

## Medaillengewinner
| Klasse                          | Gold                            | Silber                       | Bronze                                                  |
| ------------------------------- | ------------------------------- | ---------------------------- | ------------------------------------------------------- |
| Halbfliegengewicht (bis 48 kg)  | Zhou Shiming China              | Fazil Fayziev Usbekistan     | Abdülkadir Koçak Türkei Jury Mavritchev Russland        |
| Fliegengewicht (bis 51 kg)      | Rafik Meggeramov Russland       | Kadri Kordel Türkei          | Volodymir Kladko Ukraine Philippe Frenois Frankreich    |
| Bantamgewicht (bis 54 kg)       | İbrahim Aydoğan Türkei          | Aziz Ulugov Usbekistan       | Hyeondec.Cheol Park Südkorea Hicham Ziouti Frankreich   |
| Federgewicht (bis 57 kg)        | Romal Amanov Aserbaidschan      | Abdugavor Umarov Usbekistan  | Yakup Kılıç Türkei Henrik Kertesz Ungarn                |
| Leichtgewicht (bis 60 kg)       | Selçuk Aydın Türkei             | Farhat Acalov Aserbaidschan  | Girinaios Tsinakis Griechenland Ivan Yachmenev Russland |
| Halbweltergewicht (bis 64 kg)   | Gyula Káté Ungarn               | Emin Maharamov Aserbaidschan | Ali Ashgar Shah Pakistan Annashat Shatov Turkmenistan   |
| Weltergewicht (bis 69 kg)       | Serhij Derewjantschenko Ukraine | Adem Kılıççı Türkei          | Alexandrs Sotniks Lettland Rahib Bəylərov Aserbaidschan |
| Mittelgewicht (bis 75 kg)       | Ruslan Maksutor Russland        | Abbos Atoev Usbekistan       | Petrișor Gănănău Rumänien Elnur Kadirov Aserbaidschan   |
| Halbschwergewicht (bis 81 kg)   | İhsan Yıldırım Tarhan Türkei    | Danil Sheva Russland         | H. Amiri Iran Istvan Szucs Ungarn                       |
| Schwergewicht (bis 91 kg)       | Wjatscheslaw Hlaskow Ukraine    | Elchin Alizade Aserbaidschan | Vedran Đipalo Croatien Evgeny Romanov Russland          |
| Superschwergewicht (über 91 kg) | Rustam Saidov Usbekistan        | Zhang Zhilei China           | Andriy Rudenko Ukraine Roman Klimenko Russland          |

## Medaillenspiegel
| Rang | Land                | Gold | Silber | Bronze | Gesamt |
| ---- | ------------------- | ---- | ------ | ------ | ------ |
| 1    | Türkei              | 3    | 2      | 2      | 7      |
| 2    | Russland            | 2    | 1      | 4      | 7      |
| 3    | Ukraine             | 2    |        | 2      | 4      |
| 4    | Usbekistan          | 1    | 4      |        | 5      |
| 5    | Aserbaidschan       | 1    | 3      | 2      | 6      |
| 6    | Volksrepublik China | 1    | 1      |        | 2      |
| 7    | Ungarn              | 1    |        | 2      | 3      |
| 8    | Frankreich          |      |        | 2      | 2      |
| 9    | Kroatien            |      |        | 1      | 1      |
| 9    | Griechenland        |      |        | 1      | 1      |
| 9    | Iran                |      |        | 1      | 1      |
| 9    | Südkorea            |      |        | 1      | 1      |
| 9    | Lettland            |      |        | 1      | 1      |
| 9    | Pakistan            |      |        | 1      | 1      |
| 9    | Rumänien            |      |        | 1      | 1      |
| 9    | Turkmenistan        |      |        | 1      | 1      |
|      | Total               | 11   | 11     | 22     | 44     |

## Teilnehmernationen
| - Aserbaidschan - Belarus - Volksrepublik China - Kroatien - Ägypten - Frankreich - Deutschland - Griechenland - Ungarn |  | - Iran - Irland - Italien - Kasachstan - Südkorea - Lettland - Pakistan - Polen - Rumänien |  | - Russland - Slowakei - Slowenien - Thailand - Türkei - Turkmenistan - Ukraine - Vereinigte Staaten - Usbekistan |